# Asat Peruaschew

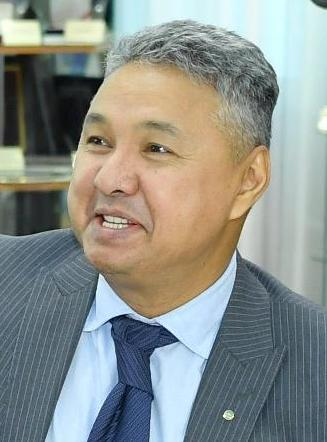
Asat Peruaschew (2019)

Asat Turlybekuly Peruaschew (kasachisch Азат Тұрлыбекұлы Перуашев Azat Tūrlybekūly Peruaşev, russisch Азат Турлыбекович Перуашев Asat Turlybekowitsch Peruaschew; * 8. September 1967 im Dorf Rgaity, Kasachische SSR) ist ein kasachischer Politiker (Aq Jol, zuvor Nur Otan). Er ist seit 2011 Vorsitzender von Aq Jol und seit 2012 Abgeordneter im kasachischen Parlament.

## Leben
Asat Peruaschew wurde 1967 im Dorf Rgaity (heute Noghaibai) im heutigen Bezirk Qordai im Gebiet Schambyl im Süden Kasachstans geboren. Er absolvierte ein Studium der Politikwissenschaften an der Staatlichen Gorki-Universität des Uralgebiets in Jekaterinburg, das er 1991 abschloss. Zwischen 1995 und 1996 absolvierte er die Nationale Hochschule für öffentliche Verwaltung unter dem Präsidenten der Republik Kasachstan in Almaty. 2000 schloss er außerdem das Wirtschaftliche Institut Schetissu in Taldyqorghan ab.
Nach seinem Abschluss an der Gorki-Universität war Peruaschew zunächst Ausbilder beim Distriktkomitee des Rajon Panfilow der Kommunistischen Partei Kasachstans. Ab 1992 arbeitete er als Berater für die Regionalverwaltung des Gebietes Taldyqorghan. 1996 wechselte er von der Regionalpolitik in die nationale Politik, indem er in verschiedenen Positionen in der kasachischen Präsidialverwaltung arbeitete. Ab 1998 war er stellvertretender Generaldirektor und dann ab 2001 Vizepräsident des Unternehmens Aluminium Kasachstan; hier war er bis 2005 tätig. Im November 1998 wurde Peruaschew zum ersten Generalsekretär und somit zum Parteivorsitzenden der Zivilpartei Kasachstans gewählt. Er war außerdem in die Organisation des Wahlkampfes von Nursultan Nasarbajew bei der Präsidentschaftswahl 2005 eingebunden. Im November 2006 kündigte Peruaschew die Fusion seiner Zivilpartei mit der regierenden Otan des autoritären Präsidenten Nasarbajew an. Zu den Delegierten auf dem Parteikongress sagte er dazu, „die Interessen der Nation sollten Vorrang vor allem Anderen haben.“ Nach der Fusion wurde er am 10. November 2006 stellvertretender Vorsitzender von Otan bzw. nach einer Umbenennung von Nur Otan. 2006 wurde er außerdem Vorsitzender der nationalen Wirtschaftskammer Kasachstans Atameken.
Am 2. November 2011 wurde Peruaschew auf einem Parteikongress zum neuen Vorsitzenden der Partei Aq Jol gewählt. Er war nur wenige Monate zuvor aus der Partei Nur Otan ausgetreten. Bei der Parlamentswahl 2012 kandidierte er für Aq Jol und konnte als Abgeordneter ins kasachische Parlament einziehen. Hier ist er seitdem Vorsitzender der Fraktion seiner Partei und Mitglied des Ausschusses für Wirtschaftsreform und regionale Entwicklung.

## Persönliches
Peruaschew ist verheiratet und hat vier Kinder. Er spricht Kasachisch, Russisch und Englisch.